# Tào Đằng
Tào Đằng (chữ Hán: 曹騰; ? – ?) là hoạn quan, đại thần nhà Đông Hán trong lịch sử Trung Quốc.

## Sự nghiệp
Tào Đằng tự là Quý Hưng, là người quận Tiêu nước Bái. Ông là con út của một người tên Tào Tiết (曹䬁). Ông bắt đầu vào cung thời Hán An Đế (107 – 126). Ông phục vụ tại Hoàng môn. Thái hậu Đặng Tuy sai ông làm người dạy thái tử Lưu Bảo.
Năm 126, Hán An Đế mất, thái tử Bảo lên nối ngôi, tức là Hán Thuận Đế. Nhờ có ơn ông dạy từ nhỏ, Thuận Đế phong ông làm Tiểu hoàng môn và sau đó thăng làm Trung thường thị.
Sau khi Thuận Đế mất (144), liên tiếp 2 hoàng đế nhà Hán là Xung Đế và Chất Đế đều mất sớm. Nhờ có sự giúp đỡ của một số đại thần, trong đó có Tào Đằng, một người cháu xa của Hán Chương Đế là Lưu Chí được lập làm vua, tức là Hán Hoàn Đế (146 – 167). Nhờ công lao đó, Tào Đằng được phong làm Phí đình hầu, sau đó lại được phong làm Đại trường thu.
Có lần thái thú Thục quận sai người mang lễ vật đến hối lộ Tào Đằng. Thứ sử Ích châu là Chủng Cảo nhận được thư tố cáo bèn thông tin về triều, kết tội thái thú Thục quận và Tào Đằng, đề nghị giao ông cho Đình úy hỏi tội. Tuy nhiên Hán Hoàn Đế tin dùng Tào Đằng, không kết tội ông. Sau đó Tào Đằng không để bụng chuyện này, vẫn đánh giá cao năng lực của Chủng Cảo, khiến nhiều người đương thời kính phục ông.
Trong thời gian phục vụ trong cung cấm, Tào Đằng đã tiến cử nhiều nhân sĩ cho triều đình như Ngu Phóng ở Trần Lưu, Biên Thiều, Diên Cố ở Nam Dương, Trương Ôn, Trương Miễn ở Hoằng Nông, Đường Khê ở Đồi Xuyên Đích…
Tào Đằng mất thời Hán Hoàn Đế, không rõ năm nào. Ông hoạt động trong khoảng hơn 30 năm giữa thời Đông Hán. Con nuôi ông là Tào Tung (vốn tên là Hạ Hầu Tung) thừa kế cơ nghiệp. Sau này Chủng Cảo làm tới chức Tư đồ, rất cảm kích và tâm sự với mọi người rằng sở dĩ mình được thăng tiến nhờ có Tào Đằng.
Về sau một người con của Tào Tung là Tào Tháo trở thành người đặt nền móng cho sự thành lập nhà Tào Ngụy và kết thúc nhà Đông Hán, mở ra thời Tam Quốc. Sau này cháu nội Tào Tháo là Tào Duệ sau khi lên ngôi truy tôn cho ông thụy hiệu là Cao hoàng đế (高皇帝), đời sau gọi là Ngụy Cao đế (魏高帝). Với việc được truy tôn làm hoàng đế, ông trở thành hoạn quan duy nhất trong lịch sử Trung Quốc và trên thế giới có được tước hiệu cao quý nhất này.

## Trong Tam Quốc diễn nghĩa
Tuy không phải là một nhân vật trong tiểu thuyết này, chân dung Tào Đằng cũng được nhắc tới trong bài hịch của Trần Lâm tại hồi 22. Trần Lâm làm thư ký cho Viên Thiệu - đối thủ của Tào Tháo - đã thay Viên Thiệu viết hịch kể tội Tào Tháo để kêu gọi mọi người hưởng ứng chống lại Tào Tháo. Trong bài hịch đó có đoạn kể tội cả ông và cha Tào Tháo:
"... Ngày nay có viên Tư không Tào Tháo làm càn. Ông nó tên là Đằng, làm Trung Thường Thị, đã từng thông với bọn Tả Quản, Từ Hoàng làm điều yêu nghiệt, tham tàn càn rỡ, tổn thương phong hóa, tàn ngược nhân dân..."
Theo mô tả của La Quán Trung – tác giả có quan điểm phản đối Tào Tháo – bài hịch có tác động mạnh đến nỗi Tào Tháo nghe xong toát mồ hôi, khỏi cả cơn nhức đầu...

## Phụ chú
1. ↑  Tên khác Hán tự với hoạn quan Tào Tiết (曹節).